# Vehículo de hidrógeno

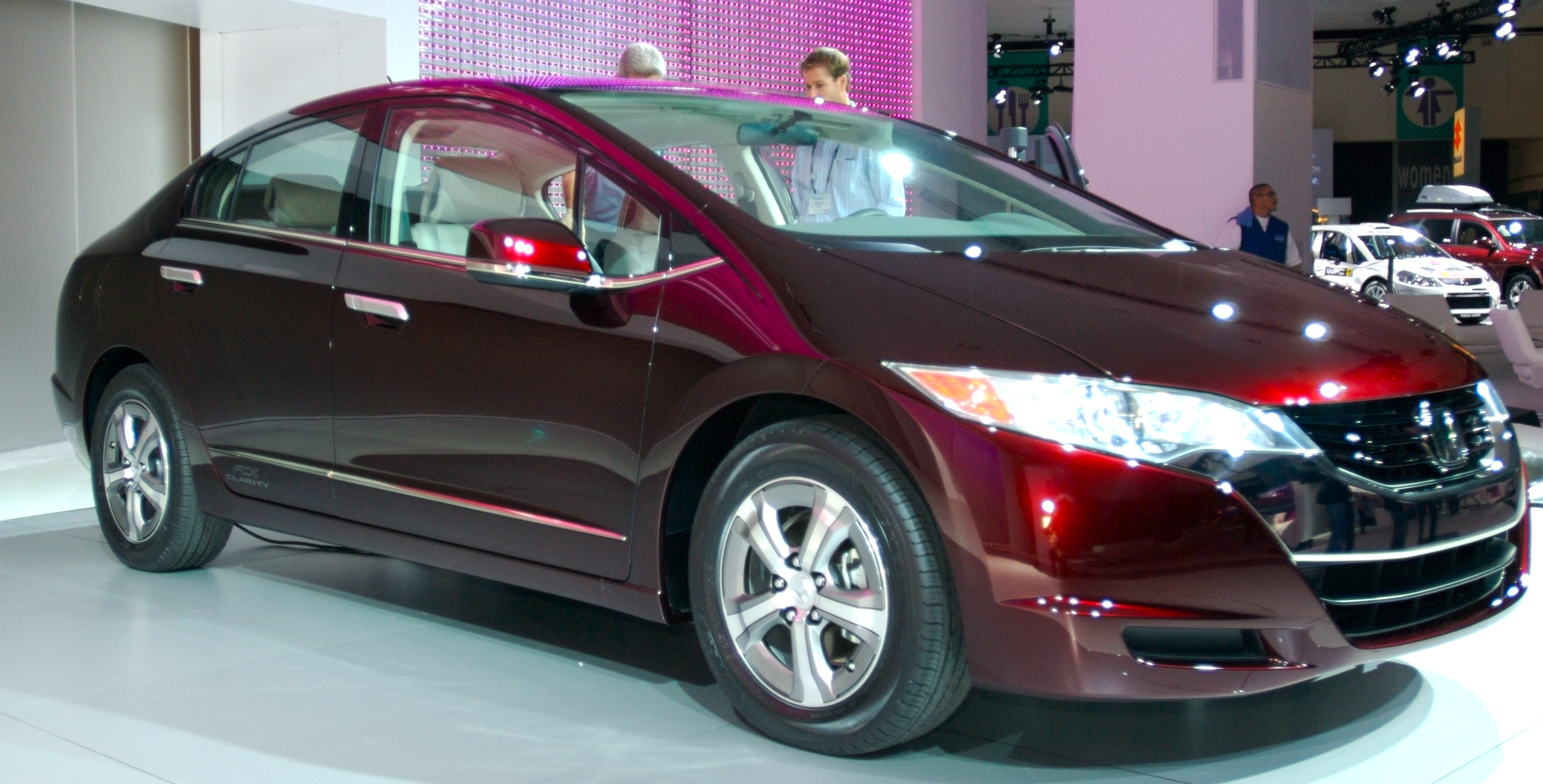
Honda FCX Clarity, un vehículo de combustible de hidrógeno en 2008.

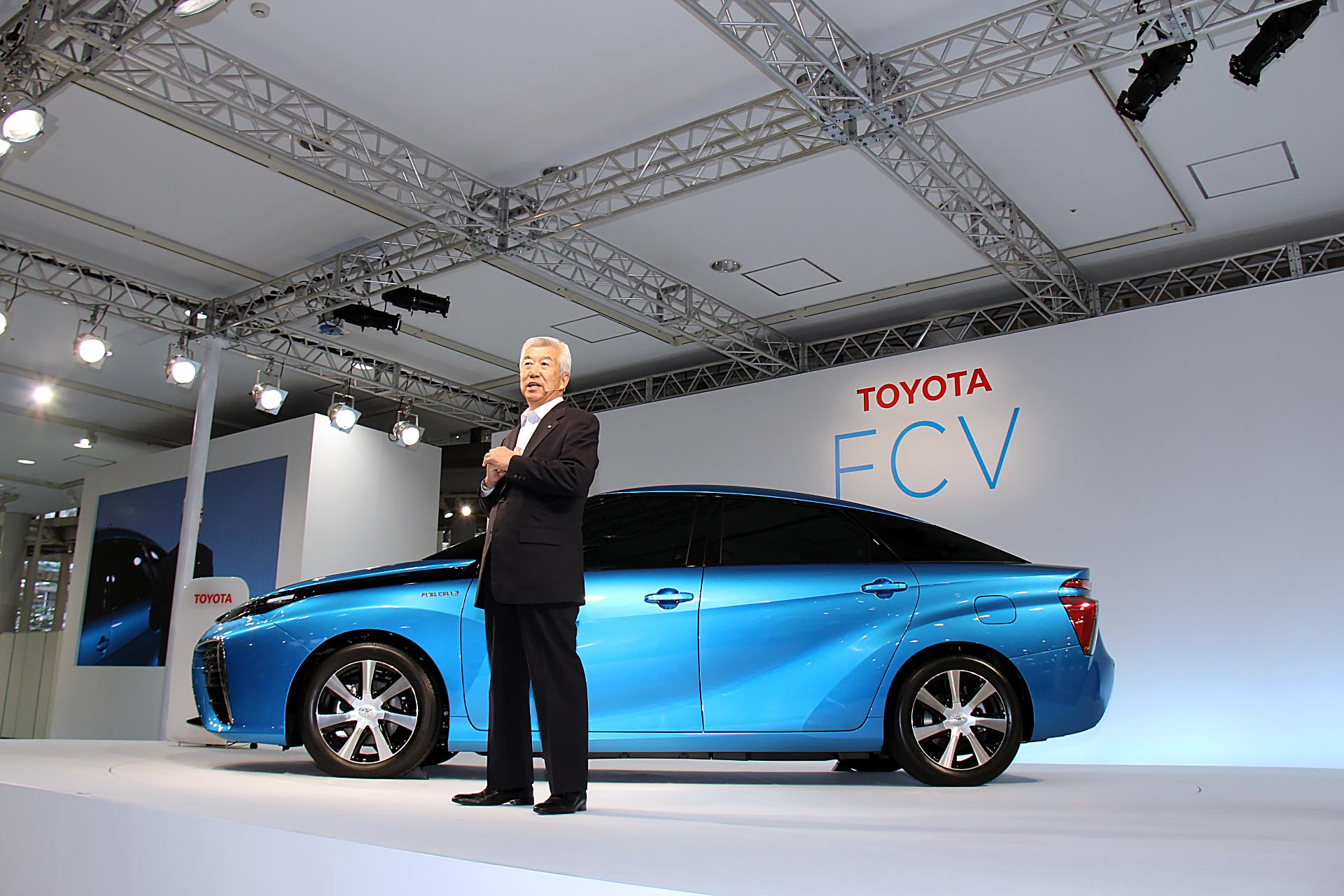
El Toyota Mirai 2015 es uno de los primeros vehículos de pila de combustible de hidrógeno que se vende comercialmente.

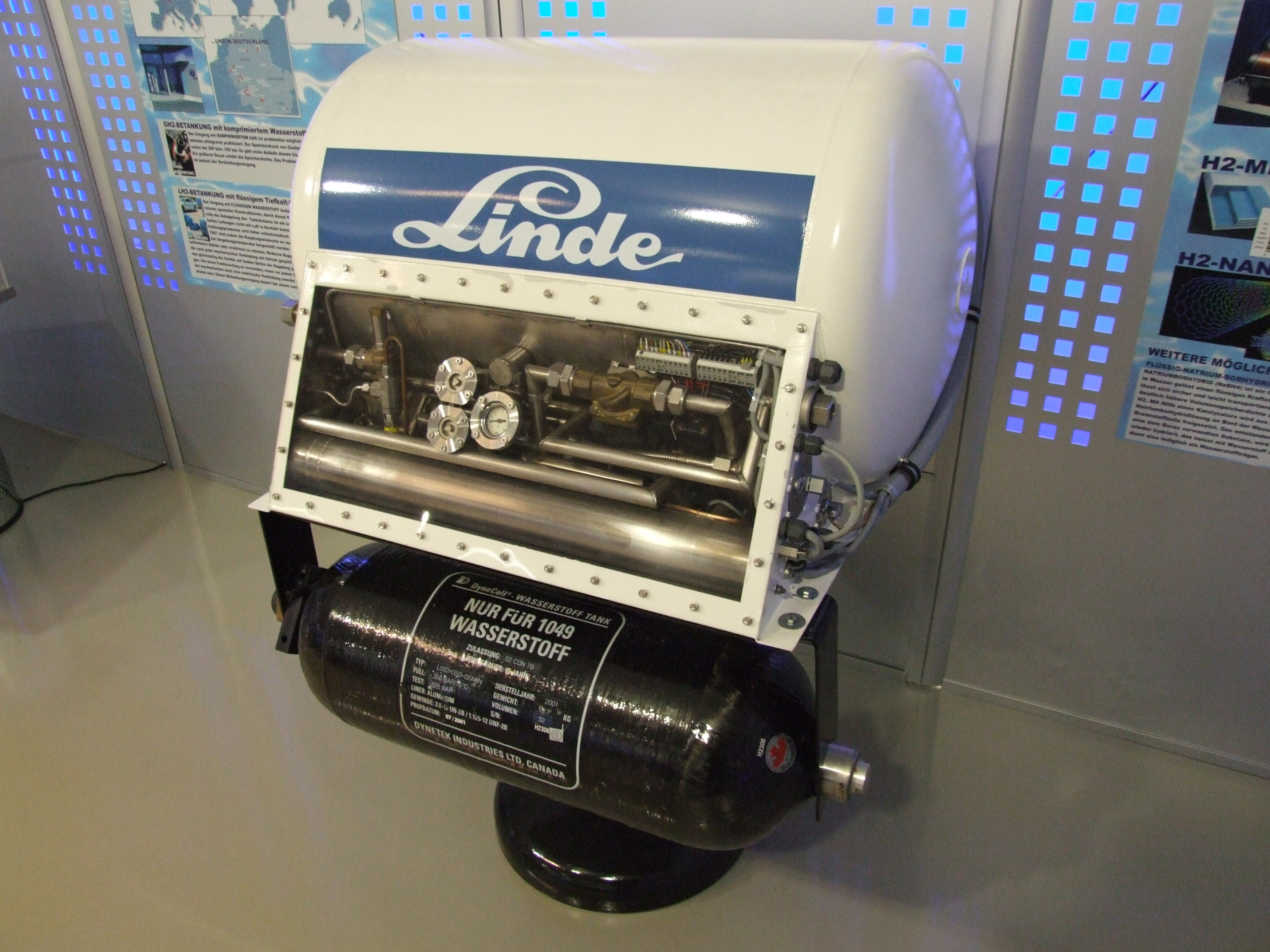
Tanque para hidrógeno líquido de Linde, Museum Autovision, Altlußheim, Alemania.

Un vehículo de hidrógeno o vehículo impulsado por hidrógeno es un vehículo de combustible alternativo que utiliza hidrógeno diatómico como su fuente primaria de energía para propulsarse.
Estos vehículos utilizan generalmente el hidrógeno en uno de estos dos métodos: combustión o conversión de pila de combustible. En la combustión, el hidrógeno se quema en un motor de explosión, de la misma forma que la gasolina. En la conversión de pila de combustible, el hidrógeno se oxida y los electrones que este pierde es la corriente eléctrica que circulará a través de pilas de combustible que mueven motores eléctricos; de esta manera, la pila de combustible funciona como una especie de batería.
El vehículo con pila de combustible se considera un vehículo de cero emisiones porque el único subproducto del hidrógeno consumido es el vapor de agua, que adicionalmente puede también mover una micro-turbina (véase automóvil de vapor). No obstante, la fabricación del hidrógeno sí es generalmente contaminante, salvo que se trate de hidrógeno verde (que se produce utilizando solo energías renovables).
Desde su introducción en el mercado en 2008 (inicialmente en EEUU y Japón), varios fabricantes de automóviles han venido comercializando vehículos de hidrógeno en diferentes partes del mundo. Algunos ejemplos notables son el Toyota Mirai, el Hyundai Nexo y el Honda FCX Clarity. Sin embargo, la disponibilidad de estos vehículos puede variar según la región debido a la infraestructura limitada de estaciones de hidrógeno. A medida que la tecnología avanza y se expande la infraestructura es posible que veamos una mayor adopción de vehículos de hidrógeno en el futuro.

## Automóviles

### Normativa

#### Europa
En la Unión Europea está en vigor el Reglamento (CE) n.° 79/2009 del Parlamento Europeo y del Consejo, de 14 de enero de 2009, relativo a la homologación de los vehículos de motor impulsados por hidrógeno y que modifica la Directiva 2007/46/CE.
- Vehículo impulsado por hidrógeno: cualquier vehículo de motor que utilice hidrógeno como combustible de locomoción;
- Componente de hidrógeno: el depósito de hidrógeno y todas las demás partes del vehículo impulsado por hidrógeno que estén en contacto directo con el hidrógeno o que formen parte de un sistema de hidrógeno;
- Sistema de hidrógeno: el conjunto de componentes de hidrógeno y de conectores equipados en los vehículos impulsados por hidrógeno a excepción de los sistemas de propulsión y las unidades de potencia

### Fabricantes de automóviles de hidrógeno
- BMW
- Honda
  - Honda FCX Clarity
  - Honda EV Plus
- DaimlerChrysler — Mercedes-Benz Necar 5
- Ford — Ford Focus FCV
- General Motors — Hy-wire, HydroGen3
- Hyundai — Hyundai Santa Fe FCEV y Hyundai Nexo
- Mazda — Mazda RX-8[3]
- NamX — NamX HUV
- Nissan — Nissan X-Trail FCV
- Nikola Motors
- Volkswagen
- Ferrari
- Toyota — Toyota Mirai

### Componentes y sistemas de hidrógeno aplicados a vehículos motorizados
Hay sistemas de hidrógeno que producen vapor de agua mediante generadores de varios tipos; los más populares son conocidos como celdas seca y húmeda, y ambos son adaptables a cualquier tipo de vehículo y clase. No hay dispositivos de compresión ni almacenamiento. El ahorro de estos sistemas no está demostrado científicamente ni empíricamente, pues dividir el agua en hidrógeno y oxígeno consume mucha más energía de la que se puede aprovechar, según lo estipulado en la primera y la segunda ley de la termodinámica.
La electrólisis es en realidad el proceso inverso y recíproco a la combustión de hidrógeno y oxígeno. Mientras dicha combustión libera energía al combinar hidrógeno y oxígeno para formar agua, la electrólisis se encarga de proporcionar esa misma cantidad de energía para volver a separarlos. Esto hace que el balance energético sea igual a cero, o sea, que si se gasta energía del alternador (la cual se obtiene del motor y, por ende, del combustible) para producir la electrólisis y luego el agua molecular obtenida combustiona dentro del motor, la energía desarrollada por el motor sería equivalente a la que se consumió mediante la electrólisis. Ninguno de los procesos involucrados es ideal y cada uno de ellos tiene una eficiencia energética muy inferior al 100%. El interés del proceso de quema de hidrógeno para generar movimiento es la forma de almacenaje de dicha energía, bastante eficiente en términos de pérdidas, más que en el balance de su consumo energético (o pérdida energética). Siendo justos, todos los procesos de consumo energético implican una caída de la energía aprovechada en cada etapa respecto de la anterior: los animales y las plantas que constituyeron en su día lo que hoy conocemos como combustibles fósiles emplearon mucha más energía en su propio crecimiento que la que obtenemos nosotros al quemar sus restos en forma de petróleo.
El motor tiene una eficiencia de alrededor del 30 %, lo cual se traduce en que solo el 30 % de la energía térmica proporcionada por el combustible se convierte en energía mecánica, mientras el restante 70 % se dispersa como calor.  La eficiencia del alternador ronda el 80 %, lo que significa que el 20 % de la energía mecánica provista por el motor también se dispersa. Finalmente, una buena y eficiente electrólisis rinde típicamente un 50 % y se pierde en el proceso la mitad de la energía invertida. Por lo tanto, se requiere más energía para hacer funcionar las células de electrólisis que la que se puede extraer de la combustión de la mezcla resultante de hidrógeno y oxígeno.

## Aeronaves
Empresas como Boeing, Lange Aviación y el Centro Aeroespacial Alemán usan el hidrógeno como combustible para los aviones. En febrero de 2008, Boeing probó un vuelo tripulado de un pequeño avión propulsado por una pila de combustible de hidrógeno. Se han probado también aviones no tripulados de hidrógeno.